# فرانکن سفلی
فرانکن سفلی (به آلمانی: Unterfranken) یک منطقهٔ دولتی  در آلمان است که در ایالت بایرن واقع شده‌است.

## خصوصیات
فرانکن سفلی ۱٬۳۳۱٬۵۰۰ نفر جمعیت دارد.